# 돈 워리 비 해피
돈 워리 비 해피(don't worry be happy)는 대한민국의 방송국인 TBC의 라디오 채널 TBC Dream FM(대구, 경주, 구미 99.3MHz, 포항, 영덕, 울진 99.7MHz, 안동, 영주 등 경북 북부 106.5MHz, 성서, 지산, 범물 일부 지역 106.5MHz)에서 매일 오전 11시부터 오전 11시 50분까지 방송되는 라디오 경제정보 프로그램이다.

## 방송되는 코너
- 경제 업데이트 : 오늘의 경제이슈를 알아보고, 전문가와의 전화연결을 통해 의견을 들어보는 시간! 어렵고 낯설었던 경제뉴스를 쉽게 들어보고, 우리의 경제적 마인드를 상승시켜보자! 출연자 : (월, 금 - 대구대학교 무역학과 배연호 교수 / 수 - 한국은행 조태진 팀장 / 화, 목 - 대구경북경제연구원 한근수 팀장)
- 모두의 경제퀴즈 : 코너의 주제나 내용과 관련된 퀴즈를 내고, 청취자는 경제적 정보도 얻고 선물도 받아간다.

### 매일 코너
- 월요일 : 우리집 고민이 머니 (with 황인섭, 이정주 전문가)
- 화요일 : 보험의 재개발 (with 이민우, 장미순 전문가)
- 수요일 : 인생 2막 황금의 법칙! (with 김범수, 원선미 전문가)
- 목요일 : 돈 Give up (with 손영규, 이금주 전문가)
- 금요일 : 무엇이든 물어 머니 (with 서창우, 양지민 전문가)
- 토요일 ~ 일요일 : 월-금 하이라이트

## 진행자
- 김선희 아나운서

## 리포터
- 장예은

## 같이 보기
- 박하선의 씨네타운[1]
- TBC Dream FM